# Sigfrid Grundeis

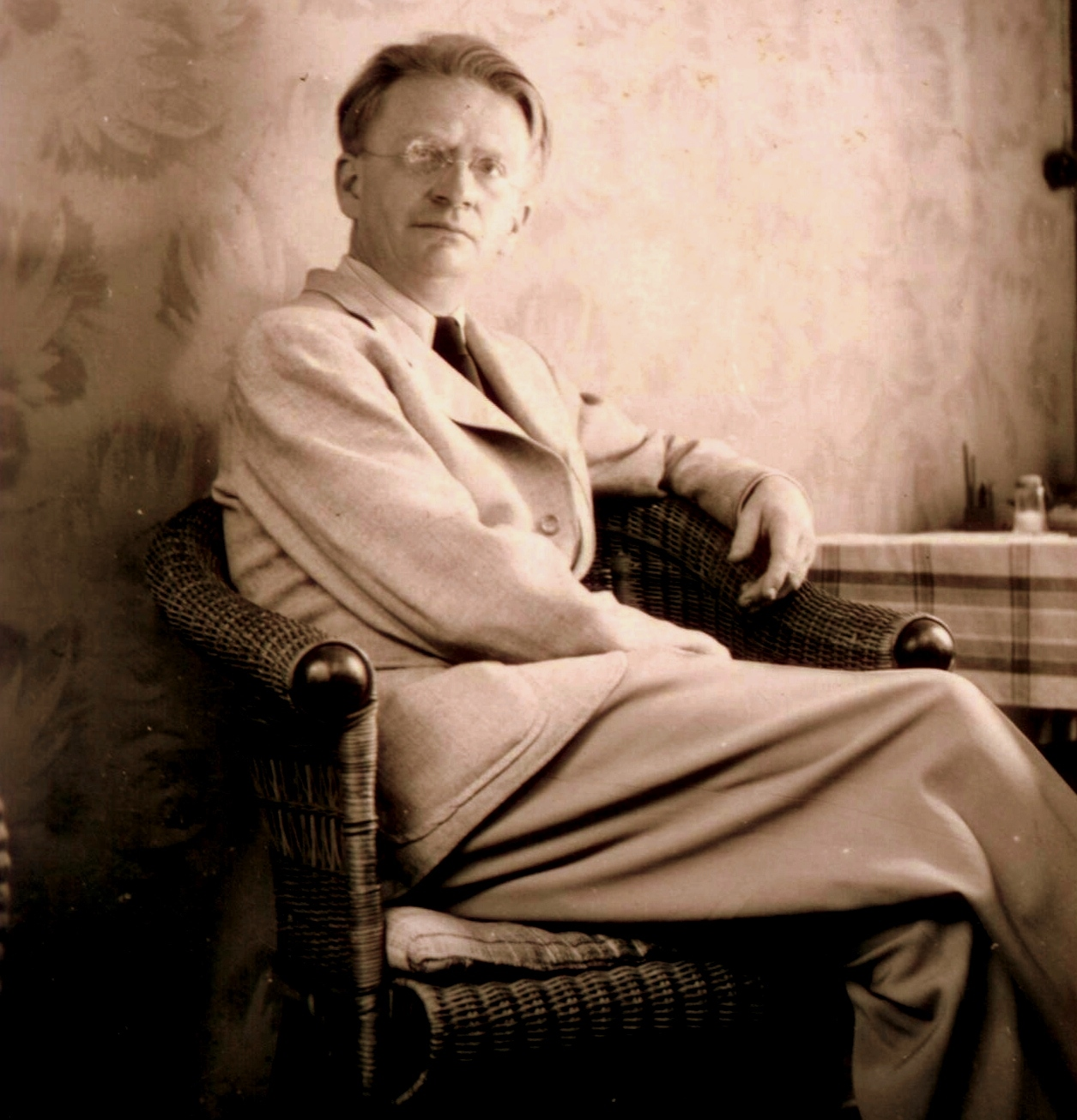
Sigfrid Grundeis

Sigfrid Grundeis (* 14. Juni 1900 in Leipzig; † 12. Februar 1953 ebenda) war ein deutscher Pianist und Klavierpädagoge. Er war international bekannt, besonders als Interpret von Franz Liszt.

## Leben
Nach dem Schulbesuch absolvierte er eine Lehre als Harmoniumbauer. Gleichzeitig begann er sich für das Klavier zu interessieren und bekam mit 14 Jahren seinen ersten Klavierunterricht. Neben seiner Arbeit als Lehrling übte er täglich 8 Stunden Klavier. Mit 18 Jahren stellte er sich bei Joseph Pembaur am Königlichen Konservatorium zu Leipzig vor und wurde als Student von ihm aufgenommen. Hier machte er dann 1921 seine Solistenprüfung. Als Pembaur im selben Jahr nach München an die Staatliche Akademie für Tonkunst,  Hochschule für Musik wechselte, folgte ihm Grundeis. Hier machte er 1922 sein Meisterklasse-Examen.
Danach, 1923, war er dort selbst Hochschullehrer und gab erste Konzerte. In seinem ersten Klavierabend spielte er sämtliche Etüden von Frédéric Chopin, ein Programm, das sich auch heute nur wenige Pianisten zutrauen. Mit knapp 30 Jahren machte er die ersten Schellack-Plattenaufnahmen bei den besten Labels der Zeit Odeon und „Gloria“ (Carl Lindström AG) in Berlin SO36. Im selben Jahr wurde er zum Professor ernannt. In München blieb er bis 1931. Danach trat er eine Klavierprofessur am Leipziger „Kon“ an. 
Die 1930er Jahre waren für Sigfrid Grundeis als Klaviervirtuose – hauptsächlich auf Blüthner-Flügeln – die erfolgreichsten. Auch international war er hochgeachtet durch seine europaweiten Konzertreisen. 1935 wurde er von Fürst Wilhelm von Hohenzollern zum Hofpianisten ernannt. Beim Concours Eugène Ysaÿe (dem heutigen Concours Musical Reine Elisabeth) 1938 in Brüssel, den Emil Gilels gewann, war Grundeis Mitglied der Jury. Er erhielt den Ordenstitel „Officier de L'Ordre de la Couronne“.
Sigfrid Grundeis beantragte am 1. Juli 1937 die Aufnahme in die NSDAP und wurde rückwirkend zum 1. Mai desselben Jahres aufgenommen (Mitgliedsnummer 4.285.043), wobei er einen Nachweis der nichtjüdischen Herkunft des Namens Grundeis führen musste. Er wurde 1939 wegen einer Herzkrankheit nicht zum Kriegsdienst verpflichtet. Grundeis stand 1944 in der Gottbegnadeten-Liste des Reichsministeriums für Volksaufklärung und Propaganda.
1947 wurde er wegen der NSDAP-Mitgliedschaft (in der damaligen Ostzone) vom Dienst suspendiert. Als man ihm dann (noch vor Gründung der DDR) eine Mitgliedschaft in der KPD nahelegte, lehnte er jedoch kategorisch ab. Nach seiner Rehabilitierung 1947 bis zu seinem Tod hatte er eine Professur an der 1947 gegründeten Staatlichen Hochschule für Musik und Theater in Halle/Saale. Dort unterrichtete er die Meisterklasse Klavier.

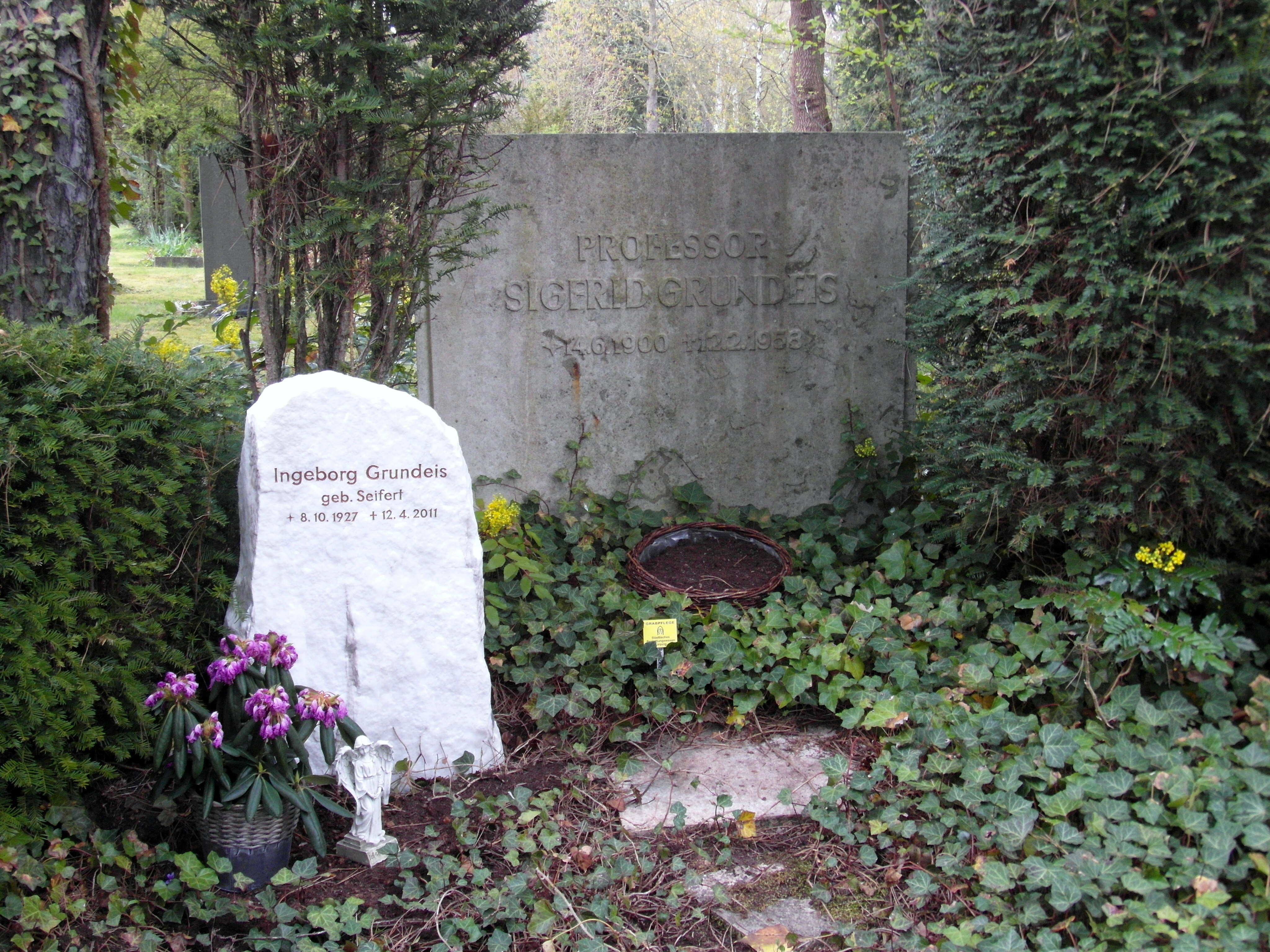
Grabstätte Sigfrid Grundeis' auf dem Südfriedhof in Leipzig

Daneben unterrichtete er an der „Hochschule für Musik Leipzig“. Einer seiner damaligen Schüler dort war neben anderen angehenden renommierten Künstlern von 1946–1948 Kurt Masur. Auch der bekannte Pianist und Klavierpädagoge Bernhard Böttner (1924–2013) war Schüler von Grundeis. Sigfrid Grundeis hatte bereits einen neuen Vertrag für eine Professur in München geschlossen, starb dann aber plötzlich und unerwartet nach einer Operation am 12. Februar 1953 in Leipzig.
Im Eingangsbereich der Villa Lehmann in Halle, dem ehemaligen Sitz der bis 1955 bestehenden Staatlichen Hochschule für Theater und Musik, befindet sich eine Gedenktafel, die an die Tätigkeit des großen Lisztspielers Grundeis erinnert.